# アニアニランド
アニアニランドは、TBSの木曜日深夜アニメ枠の名称。2006年2月から3月まで放送された。全9回。

## 概要
30分の枠に15分番組を2本放送する形態をとっており、『びんちょうタン』と『REC』が放送された。
番組中にアニアニランドのロゴを使ったアイキャッチが3回挿入されており、最初は「はじまるよ!」、『びんちょうタン』と『REC』の間は「まだまだ続くよ!」、最後は「おわり」の文字が書かれている。また放送開始当初は全て同じロゴであったが、放送4回目以降は『REC』のキャラクター「ねこキ」の毎回違うアニメーションが追加されている。
全9回だが、『びんちょうタン』は全12話、『REC』は全10話制作されている。そのため両作品ともにTV未放送話が存在する（ただし、『びんちょうタン』は舞台となる和歌山県日高郡みなべ町を放送対象地域とする毎日放送では全話放送され、『REC』の未放送話（第8話）は2010年8月にAT-Xで放送された）。

## 放送局
- TBS（2006年2月2日 - 3月30日 木曜25時55分 - 26時25分）
- BS-i（2006年2月9日 - 4月6日 木曜25時00分 - 25時30分）
- TBSチャンネル（2007年3月27日 - 3月31日 火曜 - 土曜25時00分 - 26時00分） - 2話連続。「びんちょうタン/REC」のタイトルで放送。